# Spomen-križ u Lovasu
Spomen-križ u Lovasu je spomen-križ hrvatskim braniteljima, te svim poginulima, ubijenima i nestalim Lovašanima u Domovinskome ratu. Nalazi se u središtu Lovasa. Konstrukcija spomen-križa sastoji se od raspela s visokim reljefom razapetog Isusa Krista, natpisom INRI na gornjem kraku. Križ je pravilna oblika, od kamena. Ispod križa je duguljasto postolje na kojem je sprijeda hrvatski grb i natpis. Duguljasto postolje nalazi se na još jednom, kockastom postolju na čijem je vrhu ploha čiji rubovi prelaze rubove kocke postolja. Cijeli ovaj dio konstrukcije je od svijetlog kamena. Postolja i križ nalaze se na stubištu. Stubište je od tamnog kamena i čine ga dvije stube.